# Portoni della Bra
I Portoni della Bra sono un accesso situato lungo le mura comunali di Verona, realizzato per poter collegare la città a quella che al tempo era la campagna sub urbana.

## Storia

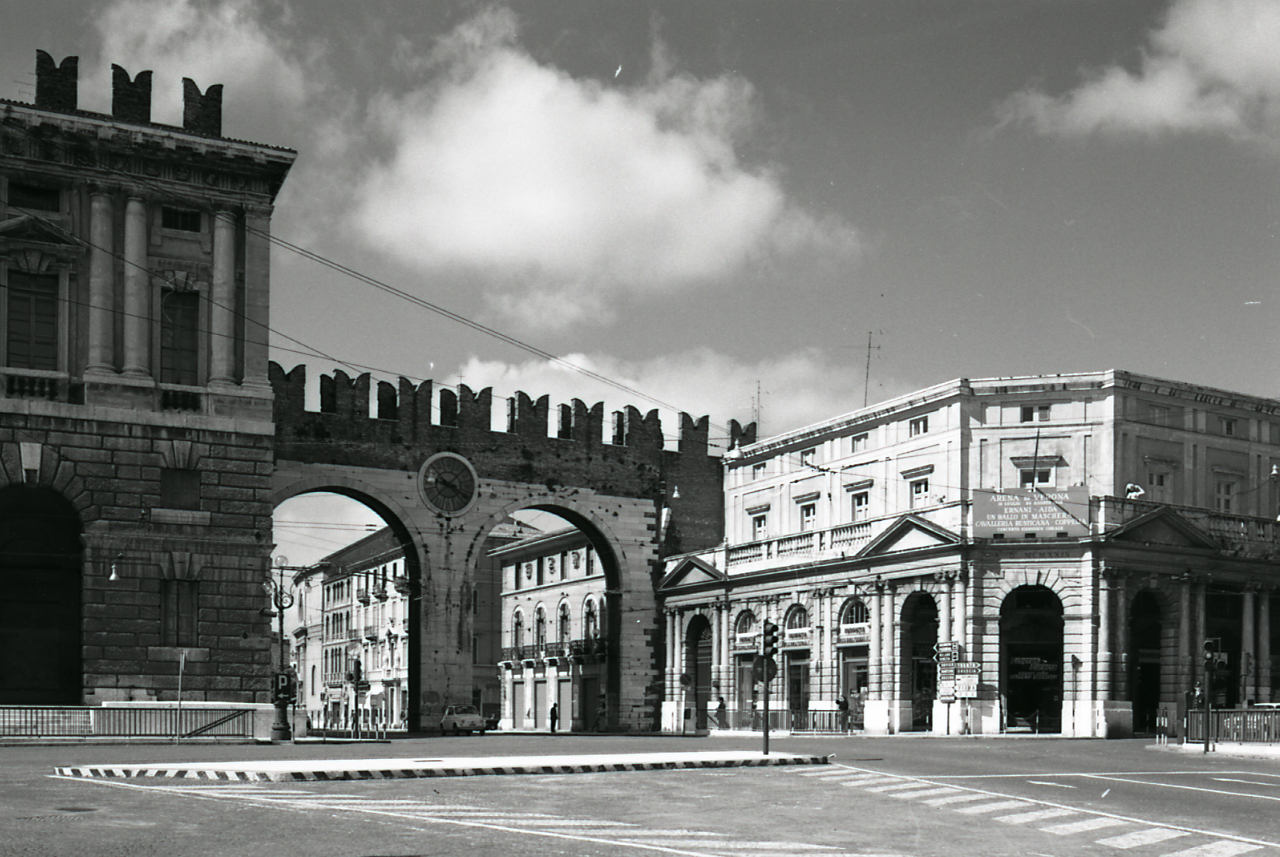
La porta vista da piazza Bra in una fotografia di Paolo Monti del 1972

In un documento del 1257 viene citata per la prima volta una porta della Braida, collocata nell'area in cui attualmente sorgono i portoni della Bra; questa era dotata sul lato di una pusterla e si apriva lungo la cinta muraria comunale, al di fuori della quale scorreva l'Adigetto. All'epoca della dominazione viscontea di Verona (1389-1402) risale invece il collegamento coperto che partiva da Castelvecchio per connettersi alla Cittadella fortificata, che scavalcava la strada che conduceva fuori città in corrispondenza dell'arcata.
La porta medievale viene citata per l'ultima volta nel 1483 dal viaggiatore veneziano Marin Sanuto che nel suo volume inserisce anche un disegno della Civitas Verone, in cui si distingue chiaramente la porta con un solo fornice. In un affresco di Nicolò Giolfino (1476- 1555) si osserva per la prima volta il doppio fornice della porta, si può quindi dedurre che l'ampliamento avvenne tra la fine del Quattrocento e i primi anni del Cinquecento.
Piuttosto movimentata è la storia dell'orologio che si trova al centro dei due fornici dei portoni della Bra, tanto che la prima proposta di inserire un orologio in quel punto risale al 1584. Una proposta più concreta di applicare un orologio ai portoni risale però al maggio 1797, quando la Società Patriottica di Verona propose di riutilizzare quello che era stato smontato dalla fiera di Campo Marzo e che giaceva inutilizzato, senza avere però riscontro in tal senso. Il 17 ottobre 1812 venne tolta dalla torre del Gardello una campana di epoca scaligera, che doveva essere venduta o demolita; alcuni cittadini si opposero e il Comune ipotizzò allora di riutilizzarla per battere le ore dell'orologio che sarebbe stato installato sui portoni, e furono così elaborati diversi progetti. L'avvento del governo austriaco in città allontanò però l'attuazione dei lavori.
Solamente nel 1871, dopo diversi altri tentativi, si poté finalmente installare l'orologio al centro dei portoni, grazie all'azione del conte Antonio Nogarola che donò alla comunità un orologio, disponendo che fosse visibile da entrambi i lati della porta e che la campana scaligera battesse le ore dalla cima della torre Pentagona, che si eleva proprio lungo il lato destro della struttura. L'orologio venne quindi inaugurato il 2 giugno 1872, ma fu modificato già nel 1879 dall'orologiaio Montemezzi di Vigasio, divenendo così più preciso, mentre la campana scaligera venne trasferita in un museo civico e sostituita dall'attuale nel 1881.

## Descrizione
I portoni sono formati da due fornici con archi a tutto sesto, conclusi in alto da una merlatura a coda di rondine; tra le due arcate è presente l'orologio installato nel 1872. I materiali da costruzione utilizzati sono stati il marmo veronese per la parte inferiore e i mattoni di laterizio per la parte superiore, corrispondente al camminamento coperto e alla merlatura. Sulla destra della porta si trova la torre Pentagona, una torre difensiva merlata di epoca comunale.